# Andorra világörökségi helyszínei
Andorra területéről eddig egy helyszín került fel a világörökségi listára, valamint további két helyszín a javaslati listán várakozik a felvételre.
| | Madriu–Perafita-Claror-völgy |
| Felvétel: 2004, kisebb kiterjesztés 2006 |                              |
| Kulturális (V), |                              |
| Hivatkozás: 1160, védett terület: 4247 ha |                              |
| A Madriu-Perafita-Claror-völgy kultúrtája bemutatja hogyan éltek a Pireneusok népei az elmúlt ezer évben és hogyan hasznosították a rendelkezésre álló erőforrásokat. A kultúrtáj 42,5 négyzetkilométeren fekszik, ez az ország teljes területének 9%-a. A tájra gleccservölgyek, tavak és kerek völgykatlanok, meredek erdős völgyek, jeges tájak és magasan fekvő legelők jellemzőek. A völgy napjainkig megtartotta középkori szerkezetét és közigazgatását, megőrizte a hegyvidéken élők kultúráját és még jelenleg sem vezetnek hozzá kiépített utak. Az itt élők évszázadokon keresztül pásztorkodó életmódot folytattak. A földek jelenleg is közös tulajdonban vannak, ennek hagyománya a 13. századig vezethető vissza. A világörökségi helyszínhez lakóházak, elkerített legelők, habarcs nélkül rakott kőfalak, teraszos mezők, nyári települések részei, és egy hajdani, a 13. századra datálható olvasztókemence maradványai tartoznak. |                              |